# Ghetto de Kletsk
Le Ghetto de Kletsk (en hébreu : קלעצקער געטאָ)(septembre 1941-22 juillet 1942) est le lieu de déportation sous la contrainte des Juifs de la ville de Kletsk, dans le raïon de Minsk, en Biélorussie, selon le processus de la Shoah, pendant l’occupation des territoires de l’URSS par les armées du Troisième Reich durant la Seconde Guerre mondiale.

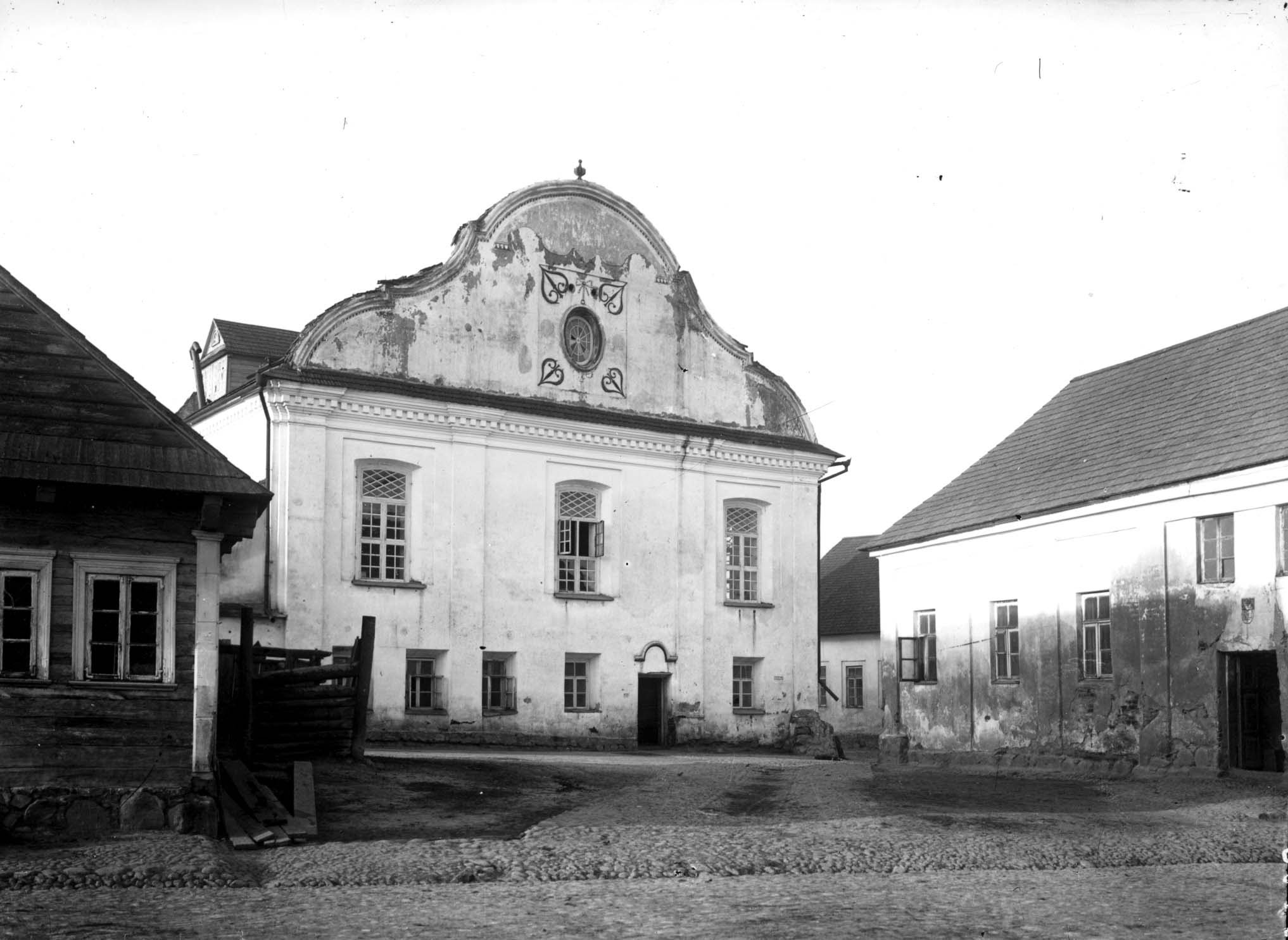
Klecak, Vilenskaja.Synagogue de Kletsk (1930)

| \| Kletsk \| Localisation de Kletsk sur la carte de la Biélorussie. |
| Kletsk                                                              |

## Communauté juive de Kletsk
La communauté juive remonte au moins au XVIe siècle. Deux synagogues sont construites aux XVIIe et XVIIIe siècles. En 1897, la population juive qui se monte à 3 415 personnes, constitue 73 % de la population de la ville ; en 1921, elle atteint 4 190 personnes sur une population totale de 5 671 soit 73,9 %.

## Occupation de Kletsk
Dans les années d’avant-guerre, la ville de Kletsk comptait une population de 9 000 habitants dont 6 000 Juifs. Dès le début de la Seconde Guerre mondiale, en septembre 1939, un grand nombre de familles juives qui fuient la Pologne occupée par les nazis viennent s’ajouter à cette population.
La ville de Kletsk se trouve sous occupation allemande pendant 3 ans, du 26 juin 1941 au 4 juillet 1944 (la date du 25 est également citée),,.
Les habitants de la ville tentent de fuir, mais seul un petit nombre y parviennent. Les avions allemands tirent sans arrêt sur les réfugiés dispersés sur les routes. Et la plupart de ceux qui atteignent l’ancienne frontière de l’URSS, se voient arrêtés par les gardes soviétiques et forcés de rebrousser chemin,,.
Depuis les premiers jours de l’occupation, les Allemands dans le cadre de la réalisation du plan hitlérien de la Solution finale de la question juive commencent à pratiquer la terreur contre les Juifs et organisent la collaboration biélorusse pendant la Seconde Guerre mondiale, une police locale composée de Biélorusses et de Polonais, qui recevait les pleins pouvoirs contre les Juifs. Un officier SS du nom de Koch fut nommé commandant de la ville, avec comme adjoint un nommé Noyman, qui ne cachait pas ses inclinations sadiques et battait à mort les juifs condamnés aux travaux forcés avec une matraque en caoutchouc.

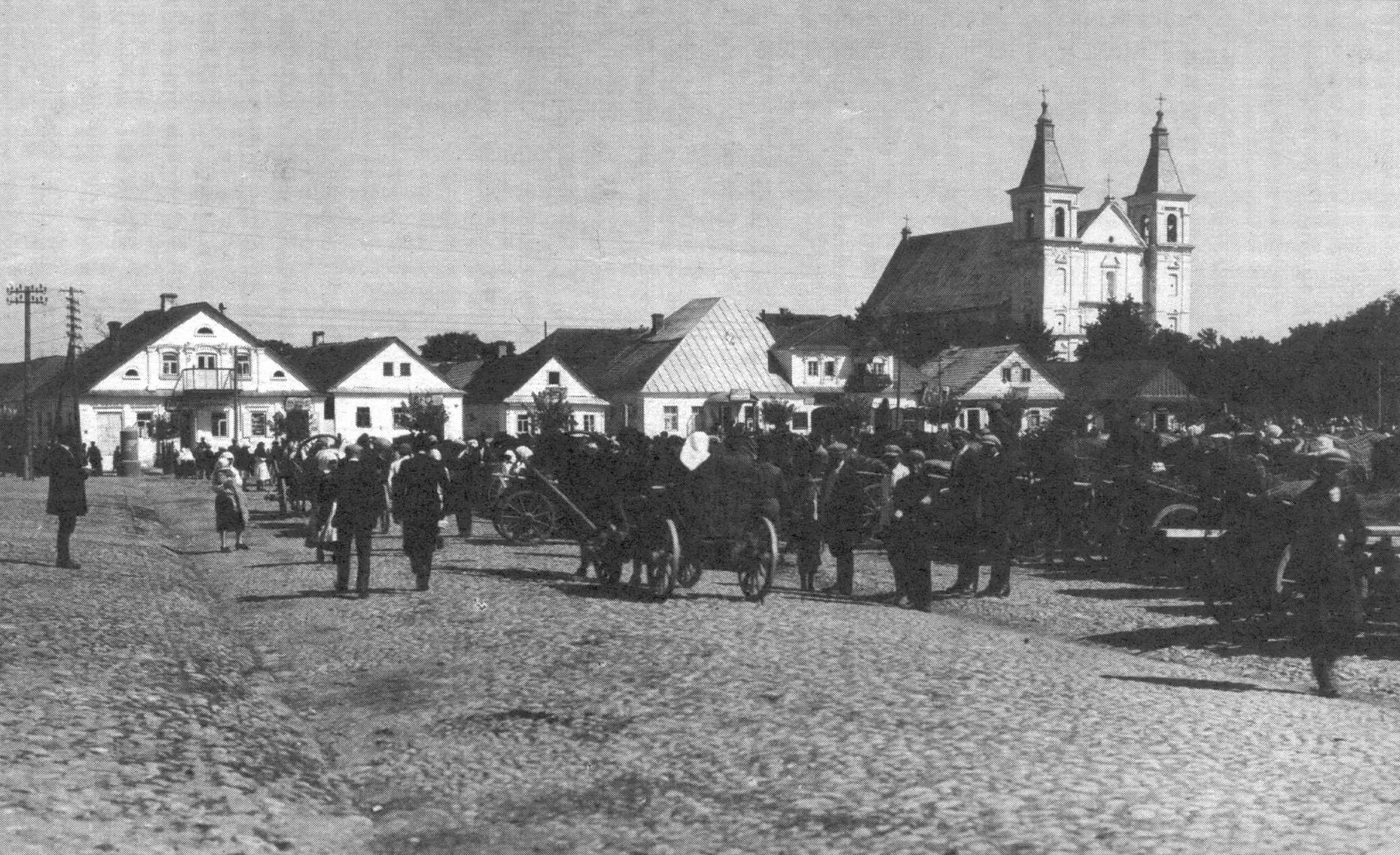
Klecak, Rynak. Place du marché à Kletsk (1939)

Dès le début de l’occupation, les juifs organisèrent un « comité juif d’assistance mutuelle », qui bientôt, par ordre des Allemands et en vue de faire respecter leurs directives fut transformé en Judenräte. Tous les Juifs tombèrent sous la coupe d'ordres sans nombre et discriminatoires. En premier lieu, ils durent sous peine de mort, porter l’étoile de David en brassard, puis bientôt l’étoile jaune sur le dos et sur la poitrine. Il fut interdit aux Juifs de marcher sur les trottoirs sous peine de mort, et ils devaient ôter leur chapeau devant tout Allemand croisé en chemin. Chaque jour, il était procédé à l’arrestation et la fusillade de Juifs. De plus la communauté juive devait payer des «contributions» sous forme de bijoux, d’argent, de vêtements et même de savons.
Le 28 juin 1941, les Allemands fusillèrent Sophia Taïts et Khana Geller. Le 20 août 1941 furent tués 35 juifs parmi lesquels,, il faut compter Joseph Joukhovitskiy, Grigory Koval, G.A. Grigory, G.A. Taraboura, M. Rozenfeld. Beaucoup de juifs avaient travaillé au service de nettoyage des chevaux dans les casernes et furent fusillés parce qu'ils ne supportaient pas des travaux aussi durs ou parce qu'ils essayaient de s'enfuir. La veille du nouvel an juif, Roch Hachana, il fut ordonné aux juifs de ramener du centre du marché toutes les marchandises qui se trouvaient dans les hangars, 75 personnes étant affectées à cette charge. Koch et Neumann, sans aucune pitié massacrèrent ensuite ces travailleurs, si bien que le Judenräte rassembla des bijoux pour tenter d'amadouer, autant que faire se puisse, ces deux monstres. C'est un fait établi, que quand Neumann tombait sur une femme juive qui avait oublié de porter son étoile de David il l'emmenait
dans une carrière de sable à l'extérieur de la ville (où furent plus tard tués de nombreux juifs de la ville), la violait puis la tuait.
Durant les trois premiers mois, les forces d'occupations ne distribuèrent aucun produit alimentaire et chacun devait trouver seul ses sources d'approvisionnement en nourriture. Chaque jour la situation des juifs empiraient, les provisions arrivaient à leur fin, et trouver de la nourriture devenait de plus en plus difficile.
À partir de septembre 1941 les Juifs du raïon de Kletsk furent rassemblés dans un ghetto par les nazis.

## Création du ghetto
Le matin du 24 octobre 1941, sur ordre du commandement allemand, le Judenrat envoya 34 juifs affectés soi-disant à la récolte des pommes de terre.
Ces personnes furent amenées en camion à l'extrémité de la ville, dans le cimetière catholique dans la rue de Niasvij et furent tuées. Selon le témoignage de témoins :
« Ces sadiques allemands se saisirent de moi et me gardèrent deux heures à la Kommendatur, où se trouvait déjà un groupe de 36 juifs qui étaient traités sans pitié. Nous fûmes envoyés au cimetière catholique où il y avait un grand ravin. Ils nous donnèrent des pelles et ordonnèrent : “En une heure il faut creuser un trou pour vous les juifs !” Quand nous eurent terminé, ils ordonnèrent aux 36 Juifs : que par cinq les Juifs s'avancent d'un pas en avant, se déshabillent et rassemblent leurs vêtements : bottines, culottes et chemises. Celui qui ne faisait pas cela à la perfection était battu. Une fois déshabillés ils étaient obligés de s'allonger visage contre terre. Un des tueurs arrivait avec un pistolet, se tenait debout devant le corps du premier prisonnier et lui tirait une balle dans la tête. Puis il faisait de même avec tout le groupe. Nous six, nous devions faire tomber les corps dans la fosse et les allonger les uns à côté des autres. Et ainsi nous comblâmes le fossé avec tous les fusillés les uns après les autres. Certains étaient morts et d'autres seulement blessés. »
Le 26 octobre 1941 tous les Juifs de Kletsk furent obligés de se faire enregistrer à la bourse du travail. La rumeur se répandit suivant laquelle un ghetto allait être organisé à proximité de la caserne près de la carrière de sable. À ce moment les Allemands préparaient déjà des fosses pour les fusillades de leur prochaine « action » (c'est par cet euphémisme que les nazis appelaient l'organisation des massacres de masse). Le soir du 29 octobre l'ordre fut donné à tous les Juifs de se trouver le lendemain matin à six heures sur la place du marché, sans rien emporter. Le matin du 30 octobre 1941 la foule des Juifs qui était arrivée fut placée en rangs. De manière imprévue, des camions étaient arrivés transportant des soldats lituaniens collaborateurs qui entouraient toute la place et qui se mirent à séparer les Juifs par groupes. Un des groupes d'environ 4 000 personnes dut rester sur la place du marché, un second groupe d'environ 2 000 personnes fut mené dans le bâtiment de la Grande Synagogue. De ce groupe furent retirés les artisans et les ouvriers spécialisés. À l'entrée de la synagogue, le commandant Koch contrôla personnellement ceux qui étaient amenés et séparé environ 500 personnes, surtout des vieillards et les renvoya au marché. Ceux qui restaient, soit environ 1 500 personnes furent enfermés dans la synagogue sous la garde de collaborateurs biélorusses et de Baltes lituaniens.
Il restait finalement 3 500 Juifs sur la place du marché,. Par groupes de 100 et plus, ces personnes furent conduites du côté du cimetière catholique, où avaient été creusées auparavant trois fosses de 20 mètres de long sur 2 mètres de large. Les témoins se souviennent : « Les gens étaient obligés de se déshabiller. On les fouillaient à la recherche d'argent, d'or et de bijouterie. Puis on les chassait dans les fossés et on les obligeait à se coucher face contre terre, puis on les fusillait. » Ceux qui n'avaient plus la force de bouger parce qu'ils étaient vieux ou malades étaient tués sur place dans la rue, puis leur corps était jeté sur une charrette et conduit à la fosse. Finalement on recouvrait de terre ceux qui étaient morts mais aussi ceux qui n'étaient que blessés. Quelques Juifs tentèrent de s'enfuir, d'autres opposèrent de la résistance. Ayzik Katsev mit fin à ses jours près des fossés. Les Allemands jusqu'au bord du fossé promettaient la vie sauve à qui leur donnerait de l'or ou de l'argent. Quelques Juifs s'exécutèrent pour donner de l'argent, mais ils furent aussi tués ensemble avec en tout les 3 500 autres.
Des forces de la Wehrmacht prirent également une part active à ce massacre des Juifs le 27-28 octobre 1941. Le général von Bechtolsheim qui était à la tête de la 707e division d'infanterie dirigea les opérations mobiles de tueries des Juifs. La division, qui ne comptait que deux régiments était déployée de Baranavitchy à Minsk. À l'intérieur de l'ancien territoire soviétique, il employa des éléments du 11e bataillon de réserve de la police. Ils étaient assistés par des compagnies de la police lituanienne. Du début octobre 1941 au début novembre 1941 il fit exécuter les Juifs des villages de Sloutsk, Kletsk, Smilovitchi, Rudensk, Smolevitchi, Kliniki et Koydanov. Le bilan de ces opérations en Biélorussie fut de 19 000 victimes : partisans et criminels en majorité juifs.
Après la guerre, des documents allemands furent trouvés, suivant lesquels dans le rapport du commandement du Reichskommissariat Ostland à Riga était indiqué : « Lors de l'opération de nettoyage (Säuberungsaktion) sur le territoire de Sloutsk-Kletsk le bataillon de police avait fusillé 5 900 Juifs »
,,
Le soir de ce jour du 30 octobre 1941, le commandant Koch arriva à la synagogue, montra aux Juifs restant en vie les plans du nouveau ghetto et ordonna que les maisons soient occupées chacune par 34 personnes. Quelques-uns essayèrent de retourner secrètement dans leurs habitations antérieures pour prendre quelques vêtements et un peu de nourriture, mais une partie d'entre eux fut tuée par les policiers biélorusses. Le ghetto fut entouré de barbelés et sévèrement gardé. Les affaires qui restaient dans les maisons des Juifs fusillés furent prises et partagées entre les Allemands. Ceux-ci envoyèrent aussi une partie en Allemagne, quant aux meubles ils les vendirent à vil prix aux habitants locaux,.
Immédiatement un nouveau Judenrat fut organisé. Chaque jour les prisonniers du ghetto étaient utilisés pour le travail forcé et à cette fin ils étaient souvent passés à tabac. Quand ils revenaient au ghetto, après le travail, ils étaient fouillés et tout ce que des êtres affamés essayaient de cacher sur eux leur était repris lors de la fouille.
En décembre 1941 les Allemands fusillèrent le président et les membres du Judenrat, les accusant d'essayer d'approvisionner les habitants du ghetto au-delà des normes fixées.

## Résistance dans le ghetto
Des prisonniers organisèrent une évasion, avec un petit groupe, pour rejoindre les mouvements de Partisans biélorusses dans les bois. Une partie d'entre eux commença à construire un bunker pour servir de refuge, pour le cas où des pogroms surviendraient. Beaucoup de jeunes se préparaient tellement à la défense et à la résistance, que le Judenrat fut parfois obligé de limiter leurs activités parce que cela mettait vraiment en danger la vie de tous les habitants du ghetto.

Selon les souvenirs de Yegoucha Kochietsky : 
« Nous commencions de travailler à la scierie. Nous y rencontrèrent des paysans de l'endroit, qui nous avertirent que le ghetto serait bientôt complètement détruit et nous conseillèrent de nous rallier aux partisans. Nous transmirent ces renseignements aux Juifs du ghetto et leur proposèrent de s'enfuir dans les bois vers les partisans. Lorsque le Judenrat eut connaissance de cela, on m'y appela et on m'y prévint que si je continuais à agiter les autres le Judenrat me livrerait aux mains des allemands. Je me mis en colère, et leur dit que dans ce ghetto la mort nous attendait sans aucun doute possible. Alors ils ordonnèrent de m'enfermer dans le bâtiment de la grande synagogue. Puis ils me libérèrent, me demandant sur parole de ne plus instiguer les prisonniers du ghetto à la révolte. »
Malgré le danger couru, une organisation clandestine de jeunes fut créée dans le ghetto. Ses membres prirent la décision de se frayer un chemin en coupant les barbelés à la limite du ghetto pour s'enfuir vers les partisans. 26 jeunes gens juifs choisirent un comité de personnes (une de celles-ci était Gricha Goldberg) pour organiser la direction du travail clandestin. Il fallait absolument trouver des armes, réfléchir aux moyens de s'échapper du ghetto et trouver le moyen de faire une jonction avec les partisans.
L'organisation grandit rapidement et atteignit le chiffre de 200 personnes, mais le Judenrat, avec à sa tête Tserkovitch, craignant pour la vie des 1 500 derniers prisonniers du ghetto, exigea des membres du comité de réduire leurs activités : « Les Allemands apprendront ce que vous faites et nous tuerons tous. Si nous restons calmes, ils ne nous toucheront pas ». Les clandestins répondirent à cela : « Notre problème est de résister et de prouver que nous sommes un peuple qui est capable de se défendre lui-même ».
La situation dans le ghetto empirait de jour en jour, des bruits circulaient à propos de préparatifs d'un massacre de masse. Dans le bois du nom de « Starina » proche de la ville de grandes tranchées avaient été creusées pour des fusillés. Il devint pratiquement impossible de se réunir et de préparer la résistance, les Allemands interdisaient déjà de circuler à deux. Sous la direction de Moshe Fish, les Juifs commencèrent toutefois à se préparer à un soulèvement. Dans chaque maison, ils avaient réussi à préparer des réserves de kérosène et d'essence pour que, lorsque commencerait le massacre, chacun puisse mettre le feu à sa maison et, si la situation le permettait, s'enfuir. Peu d'armes avaient pu être rassemblées : une mitrailleuse, 10 grenades, 2 fusils, 8 pistolets. La mitrailleuse était rangée au second étage de la synagogue. La nuit, des gardes furent organisées par les Juifs pour le cas où une attaque du ghetto était organisée.
Le 21 juillet 1942, comme les prisonniers du ghetto ne furent pas forcés d'aller travailler, tous comprirent que la destruction du ghetto allait avoir lieu incessamment.

## Soulèvement et destruction du ghetto
Dans la nuit du 22 juillet 1942, (ou selon d'autres du 21), à 4 heures du matin, les policiers biélorusses, sous le commandement d'officiers allemands, encerclèrent le ghetto, mais rencontrèrent une résistance acharnée.
Les gardes juifs réveillèrent tout le monde, et comme convenu, les Juifs mirent le feu à leurs maisons. À l'entrée du ghetto, les Juifs attaquèrent les nazis et leurs collaborateurs avec les armes dont ils disposaient. Tous les prisonniers sans armes accueillirent la police avec des pierres qu'ils avaient ramassées à l'avance, avec des pelles et des haches. Les habitants de la région témoignèrent, après la guerre, comment les Juifs du ghetto avaient tiré sur les Allemands avec leur mitraillette, installée dans un coin de la synagogue, en face de l'entrée du ghetto. Izaak Finkel et Abraham Pajarik, quant à eux, arrosèrent les Allemands de jets de grenades.
Alter Mierovich, un partisan qui prit part à la lutte, décrit les dernières minutes du ghetto de Kletsk :
« À quatre heures du matin le 21 juillet, la police cerna le ghetto de tous les côtés. Les adultes prirent position et lancèrent sur les meurtriers une avalanche de pierres qui avaient été préparées avant le combat. Chaque homme ressentit dans son cœur : l'ennemi ne nous détruira pas si facilement. Il est mieux de mourir en combattant dans le ghetto que d'être massacré. ».
Trois Allemands et quatre biélorusses furent tués, si bien que les nazis et les collaborateurs n'essayèrent plus de pénétrer dans le ghetto mais tirèrent de loin.
Les rues aux alentours du ghetto étaient pleines de policiers et d'Allemands. Une centaine de juifs moururent immédiatement. Les prisonniers tentèrent de traverser les fils de fer barbelés et de s'enfuir. L'incendie dépassa les limites du ghetto, et les Allemands, dont les plans étaient pour le moins perturbés, étaient obligés pour un temps d'abandonner ceux-ci.
Les Juifs qui restaient en vie, et qui n'avaient pas réussi à s'enfuir, se cachèrent dans les caves et les bunkers. Le deuxième jour qui suivit la destruction du ghetto, les Allemands commencèrent à chercher et tuer ceux qui s'étaient cachés. La majorité des prisonniers du ghetto fut tuée, brûlée ou asphyxiée par la fumée sur le territoire du ghetto. Une partie de ceux qui s'étaient enfuis furent tués par la police biélorusse durant leur fuite ; en tout 1 360 personnes juives,,,,(A Minsk se trouve un mémorial des victimes du pogrom dans le ghetto juif).
Le 22 juillet 1942, la communauté villageoise de Kletsk, qui comptait 500 ans d'existence, fut exterminée
400 Juifs tentèrent de fuir, mais seules quelques douzaines réussirent à rejoindre la brigade des partisans sous le commandement du général F. Kapousta. Certains créèrent l'unité de partisan juive qui opéra sous le commandement de Lyova Gilchik dans les bois de Kopil.

25 Juifs restèrent en vie dans le ghetto et attendirent cachés la libération en 1944. Cholom Kholavskiy, un des meneurs du soulèvement du ghetto de Niasvij et participant du mouvement des partisans, écrivit : 
« Je n'affirme pas que chaque Juif du ghetto participa au mouvement clandestin et à la lutte contre l'ennemi, mais personne ne rejettera l'affirmation suivant laquelle toute la vie dans le ghetto était clandestine et résistante. Cette vie fut un héroïsme de masse de la part des Juifs. »
En tout, durant l'occupation par les Allemands et les collaborateurs locaux, plus de 7 000 Juifs furent tués à Kletsk.

## Organisateurs et exécuteurs des massacres
Les noms de quelques participants actifs au massacre des Juifs sont connus : le chef de la gendarmerie de Kletsk, Koch, son adjoint Neumann, les gendarmes Paykhel, Zinger et Knol, le bourgmestre de Kletsk Constantin Novik, l'adjoint du commandant de Kletsk pour la population paysanne Ivan Domienik, le commandant de la police Pavel Grouchkevitch.
En avril 1945 eut lieu à Kletsk un procès des collaborateurs locaux des nazis qui avaient été capturés. Ainsi fut capturé et jugé Nicolas Zadaline, biélorusse de la région, qui participa aux massacres de masse. Fut jugé et pendu un chef de la police appelé Gourine, reconnu responsable pour la mort de Juifs à Kletsk et à Baranovitch. Il fut recherché et capturé par le docteur Narkonsky, un Juif de Baranavitchy qui s'occupait de la capture d'assassins à titre personnel. De même fut jugé et pendu dans la ville de Vroslav un des principaux criminel, Joseph Gournevitch, qui prit part à des massacres sans fin à Baranavitchy, Horodyszcze, Niasvij, Stowbtsy, Kletsk.

## Mémoire

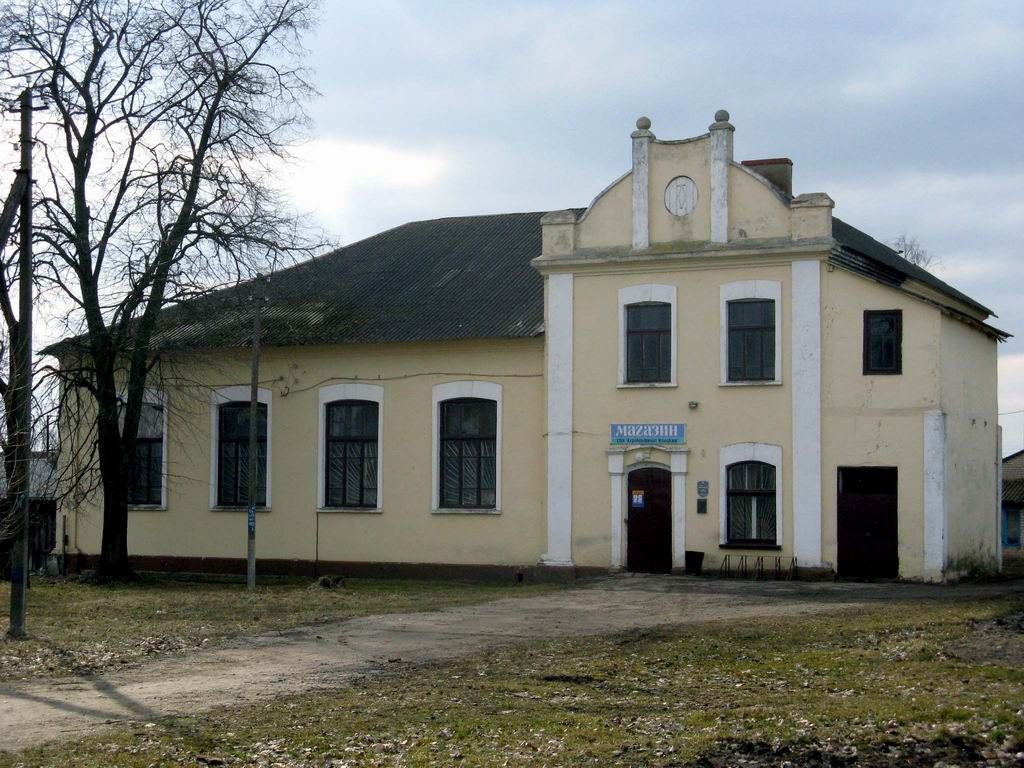
Yechiva de Kletsk en 2009 datant des ; aujourd'hui, magasin

Le 12 avril 1945, la Commission extraordinaire de l'État soviétique pour le raïon de Kletsk mit au jour 6 fosses communes des années 1941—1942 sur le territoire situé entre le camp militaire et le cimetière de la petite ville. La mesure de la première était de 42 m de long sur 4 mètres de large (1 020 corps), la seconde de 32 m de long sur 4 m de large (1 300 corps), la troisième 32 m de long sur 3 m de large (720 corps), la quatrième de 20 m de long sur 4 m de large (470 corps), la cinquième de 15 m de long sur 2 m de large (600 corps). Dans la sixième se trouvaient séparément les corps de 48 enfants âgés de 2 mois à 15 ans, qui avaient été, selon les témoins, enterrés vivants. Un autre charnier de 1 000 personnes fut découvert à deux kilomètres de Kletsk dans le bois du nom de « Starina ». Selon les conclusions de la commission soviétique la majorité des victimes portaient des noms juifs.
Les émigrés de Kletsk vivant en Israël, aux États-Unis et au Canada, ont fait édifier en 1996 un mémorial aux Juifs victimes de l'époque de la Shoah, sous forme de deux pierres tombales : une à la fosse du cimetière et l'autre dans le bois de « Starina » à proximité de la ville. Sur la première pierre était apposée une épitaphe : « ci-gisent des citoyens soviétiques, morts durant la Grande Guerre patriotique ». Aujourd'hui figure un tableau reprenant en hébreu et en russe l'assassinat des Juifs de Kletsk par les nazis. Sur le second monument est posé un obélisque à la mémoire des Juifs de Kletsk morts dans le ghetto,,.

### Sources
- (ru) Cet article est partiellement ou en totalité issu de l’article de Wikipédia en russe intitulé « Гетто в Клецке » (voir la liste des auteurs).
- (fr) Jean-Charles Szurek, Annette Wieviorka : Juifs et Polonais 1939-2008,chapitre : par Andrzej Zbikowski : Le début de la seconde guerre mondiale dans les témoignages de réfugiés juifs des confins de l’Est de la Pologne Kresy. Éditeur : Albin Michel 2009,  (ISBN 978-2-226-18705-5).
- (ru) Справочник о местах принудительного содержания гражданского населения на оккупированной территории Беларуси 1941-1944 (Recueil sur les emplacements de maintien par la force de la population civile de la Biélorussie occupée 1941-1944)
- (ru) Leonid Smilovitski, Гетто Белоруссии — примеры геноцида, (из книги «Катастрофа евреев в Белоруссии, 1941—1944 гг.» (Leonid Smilovitsky, Ph. D., Diaspora Research Institute of Tel Aviv University)(Les ghettos biélorusses, exemple de génocide) (Du livre : La Shoah en Biélorussie)
- (ru) РЕЭ|15608|Клецк;
- (ru) Национальный архив Республики Беларусь (НАРБ). — фонд 845, опись 1, дело 6, лист 39[2]; фонд 845, опись 1, дело 57, лист 28[2];(Archives nationales de la République Biélorusse).
- (ru) Государственный архив Российской Федерации (ГАРФ). — фонд 7021, опись 81, дело 102, листы 51, 53, 57-64[2] (Archives d'État de la fédération de Russie)
- (ru) Зональный государственный архив (ЗГА) в Барановичах, — фонд 616, опись 1, дело 70[2]; (Archives locales de l'État à Baranovitch)
- (ru) Архив Yad Vashem, М-33/1159[2];(Archives de Yad Vashem)
- (ru) ГА Минской области, фонд 1039, опись 1, дело 167, лист 31; фонд 1538, опись 1, дело 3, листы 2-5, 44; фонд 1538, опись 1, дело 54, листы 70-86;(Voblast de Minsk fond 1039)

### Biographie
- (fr) Raul Hilberg, La destruction des Juifs d'Europe I, Édition Gallimard (folio histoire), 2006  (ISBN 978-2-07-030983-2).
- (pl) Relacja Jankiela Gellera o zagładzie Żydów w Klecku, w: Kleck w czasie wojny, w: Nieświeskie wspomnienia, Warszawa 2001, s. 324 (Kletsk pendant la guerre et souvenirs de Niasvij)
- (ru) Leonid Smilovitski, Катастрофа евреев в Белоруссии, 1941—1944 гг., Тель-Авив, 2000.(Leonid Smilovitsky, Ph. D., Diaspora Research Institute of Tel Aviv University) (La Shoah en Biélorussie 1941-1944)
- (ru) Yitzhak Arad, Уничтожение евреев СССР в годы немецкой оккупации (1941—1944). Сборник документов и материалов, Jérusalem, édition Yad Vashem, 1991,  (ISBN 9653080105) (Izaak Arad. Extermination des Juifs d'URSS lors de l'occupation allemande 1941-1944)
- (ru) Черноглазова Р. А., Хеер Х.|заглавие=Трагедия евреев Белоруссии в 1941— 1944 гг.: сборник материалов и документов|издание=Изд. 2-е, испр. и доп.|место=Мн.|издательство=Э. С. Гальперин|год=1997|страницы=|страниц=398| (ISBN 985627902X)|тираж=1000 (R.A.Tchernoglasova : la tragédie des Juifs de Biélorussie en 1941-1944).
- (ru) Bнница Г. Р., Холокост на оккупированной территории Восточной Беларуси (G.R.Vinnitsa : La Shoah dans les territoires occupés de Biélorussie)
- (ru) в «Yad Vashem». Протокол НКВД по процессам против военных преступников.(Protocole du NKVD au procès sur les crimes de guerre) Газета «Слово Польске» 20.10.1947 г. Книга «Борьба за жизнь», издана выходцами из Баранович в Израиле 1992 г[3].(«Lutte pour la vie» édité par les réfugiés de Baranovitch en Israël en 1992 dans la revue «Slova Polskié») (Archives de Yad Vashem : Protocole du NKVD au procès contre les crimes de guerre)(Leonid Smilovitski, Ph. D., Diaspora Research Institute of Tel Aviv University)
- (ru) Холом Холявский, Еврейское сопротивление в гетто и в партизанах. «Ялкут морешет», N 49, ноябрь 1990 г[3]. (Cholom Kholiavskiy, La résistance juive dans le ghetto et chez les partisans)
- (ru) Victimes de la grande guerre